# Oathean
Oathean (anteriormente llamada Odín) es una banda surcoreana de metal extremo, formada en 1993, en la capital de Seúl, con el fin de proponer grupos musicales de su género en la escena del metal en Corea del Sur.
Sus letras del grupo hablan temáticas de tristeza y depresión, aunque el grupo tiene esta temática en sus letras, no se consideran o forman parte del género del depressive suicidal black metal.
Su música está basada en la mitología noruega, basandola con mezcla del folk metal, y el world music, con música coreana tradicional, usando instrumentos como el haegeum y el daegeum.
Es uno de los pocos grupos de culto del metal y uno de los pocos conocidos en su país, debido a que en Corea del Sur el metal es un género que no se acostumbra mucho a oír, pero Oathean lo hace con el fin de promover su música a sus oyentes y seguidores independientemente de los medios de comunicación.
Aunque ha sufrido numerosos cambios en su alineación, actualmente Oathean está formado por solo 4 miembros en la actualidad.

## Integrantes

### Formación actual
- Kim Do-Su - vocal, guitarra
- Samuel Cho - guitarra
- Dhemian Frost - bajo
- Jeong Young-Shin - batería

### Exintegrantes
- Park Yong-Hee - bajo
- Moon Jong-Su - bajo
- Park Mie-Sun - bajo
- Heo Ji-Woo - batería
- Park Jae-Ryun - batería
- Kim Woon - batería
- Kim Dong-Hyeon - batería
- Jeon Seong-Man - batería
- Lee Jun-Hyeok - guitarra
- Lee Bun-Do - guitarra
- Baek Hyeon - guitarra
- Kim Min-Seok - guitarra
- Kim Hee-Tae - guitarra
- Lee Hee-Doo - guitarra
- Jang Yeo-Ji - teclados
- Dominic Jun - inconnu
- Lim Ji-Nah - teclado
- Kim Min-Su - bajo, teclado, vocal de apoyo
- Lee Soo-Hyeong - batería
- Song Seong-Hwan - guitarra
- Gu Hae-Ryeong - teclado
- Savage - batería
- Jung Kyoung-Hoon - guitarra

### Integrantes de Sesión
- Lee Yu-Gyeong - batería
- Naamah - batería
- Son Ji-Yeong - guitarra
- Kim Deok-Su - teclado
- Gwak Ju-Lim - teclado

## Discografía

### Álbumes de estudio
- 1998: "The Eyes Tremendous Sorrow"
- 2000: "When All Memories Are Shattered"
- 2001: "Ten Days in Lachrymation"
- 2005: "Fading Away Into the Grave of Nothingness"
- 2008: "Regarding All the Sadness of the World"
- 2010: "Oathean"

### Recopilaciones
- 2003: "The Last Desperate 10 Years as Ever"
- 2005: "The Eyes of Tremendous Sorrow / As a Solitary Tree Against the Sky"
- 2005: "The End of Music as We Know It: Sampler Vol. II, 2005"
- 2005: "The End of Music As We Know It (Vol. 1 - Q.1)"
- 2009: "Enter the Rampage"